# مدهو وكايتبه
مدهو (بالسنسكريتية: मधु)‏ وكايتبه (بالسنسكريتية: कैटभ)‏، هما اسما اثنين من الأسورات في الكتب المقدسة الهندوسية، ويرتبطان بعلم الكونيات الهندوسي.

## الأسطورة
نشأ كل من مدهو وكايتبه من شمع أذنا الإله فيشنو، بينما كان في حالة اليوغانيدرا التأملية. ومن سرته نبتت زهرة اللوتس التي جلس عليها براهما، الخالق، يفكر في خلق الكون. فأنشأ فيشنو قطرتي ندى من الماء على اللوتس. كانت القطرة الأولى حلوة مثل العسل، ومن تلك القطرة ظهر مدهو، مشبعا بسمة التاماس (الظلام). وكانت القطرة الأخرى حردانة، ومنها ولد كايتبه، مشبعة بسمة الراجاس (النشاط).

## المرجع
1. ↑  www.wisdomlib.org (14 Nov 2020). "The World of Creation Begins: the Birth of Madhu and Kaitabha [Chapter 13]". www.wisdomlib.org (بالإنجليزية). Archived from the original on 2023-03-02. Retrieved 2022-10-21.
2. ↑  Williams, George M. (27 Mar 2008). Handbook of Hindu Mythology (بالإنجليزية). OUP USA. p. 169. ISBN:978-0-19-533261-2. Archived from the original on 2022-11-18.